# Bósnia otomana

Bandeira

Vilaiete da Bósnia em 1900

A Província da Bósnia foi uma província do Império Otomano, baseada principalmente no território do atual estado da Bósnia e Herzegovina, bem como a maioria da Eslavônia, Lika e Dalmácia na atual Croácia. Entre seu estabelecimento em 1520 e a reforma administrativa em 1864, foi chamado de Eialete da Bósnia ou Paxalique da Bósnia (em turco: Bosna Paşalığı). Após a reforma,  foi nomeado de Vilaiete da Bósnia (em bósnio: Vilajet Bosna; em turco: Bosna Vilâyeti).

## História
Após a execução do rei Estêvão em 1463, a parte central do Reino da Bósnia foi transformado no sanjaco da Bósnia. Demorou cerca de um século para otomanos conquistarem o norte e oeste da atual Bósnia, e o primeiro vilaiete foi formado em 1527. Depois de 1580 tornou-se um paxalique da Bósnia dividido em várias sanjacos. Em meados do século XVII, no auge de seu tamanho, o paxalique bósnio cobria toda a atual Bósnia e Herzegovina, assim como a maioria da Eslavônia, parte da atual Croácia. Abrangeu oito sanjacos e 29 capitanias (postos militares):
- Sanjaco de Požega (2 capitanias militares)
- Sanjaco da Bósnia (7 capitanias)
- Sanjaco de Bihać (4 capitanias)
- Sanjaco de Krka-Lika (7 capitanias)
- Sanjaco de Klis (4 capitanias)
- Sanjaco de Herzegovina (4 capitanias)
- Sanjaco de Zvornik
- Sanjaco de Cernik

No entanto, as guerras otomanas na Europa continuaram e a província diminuiu significativamente no território durante o mesmo século. Após o Tratado de Karlowitz, a província foi reduzida a quatro sanjacos (três delas diminuíram de tamanho) e doze capitanias. Antes do Tratado de Passarowitz, outras 28 capitanias militares foram formadas, mais da metade delas ao longo da fronteira. Este tipo de administração militar intensiva correspondeu à fronteira militar austríaca, do outro lado da mesma fronteira.
Em 1833, o território da região de Herzegovina se separou do Paxalique da Bósnia e foi transformado no Paxalique de Herzegovina, cujo vizir foi Ali Paxá Rizvanbegović. Após sua morte em 1851, os paxaliques da Bósnia e Herzegovina foram fundidos em nova entidade conhecida como Bósnia e Herzegovina.